# آستراخان ۲۷۷۸۹
سیارک ۲۷۷۸۹ (به انگلیسی: 27789 Astrakhan، نامگذاری:1993BB7) بیست و هفت هزار و هفتصد و هشتاد و نهمین سیارک کشف شده‌است که در ۲۳ ژانویه ۱۹۹۳ کشف شد.